# Coupe du Portugal de football 1992-1993
Navigation
1991-1992 1993-1994

La Coupe du Portugal de football 1992-1993 est la 53e édition de la Coupe du Portugal de football, considéré comme le deuxième trophée national le plus important derrière le championnat. 
La finale est jouée le 10 juin 1993, à l'Estádio Nacional do Jamor, entre le Benfica Lisbonne et le Boavista Futebol Clube. Le Benfica remporte son vingt-deuxième trophée en battant le Boavista  5 à 2 et se qualifie pour la Coupe d'Europe des vainqueurs de coupe de football 1993-1994.

## Finale
| 10 juin 1993 | Benfica Lisbonne | 5 - 2   | Boavista Futebol Clube | Estádio Nacional do Jamor |                         |
|              |                  | (2 - 1) |                        | Arbitrage : Veiga Trigo   | Arbitrage : Veiga Trigo |
|              | Feuille de match |         |                        | Arbitrage : Veiga Trigo   | Arbitrage : Veiga Trigo |